# Gabriel Cardona Escanero
Gabriel Cardona Escanero (Es Castell, Menorca, 1938 - Barcelona, 5 de gener del 2011) fou un historiador, escriptor i militar menorquí.
De família de militars, a part de la carrera de les armes, es doctorà en Història per la Universitat de Barcelona. Oposat al franquisme va ser, en la dècada del 1970, un dels capitans participants en la reunió fundacional de la Unió Militar Democràtica. Va viure el 23-F des de la caserna de Sant Boi, seu on hi havia l'única unitat cuirassada de Catalunya necessària per fer triomfar el cop d'estat. Tot i presenciar-hi moments d'incertesa la caserna no es va revoltar gràcies al compromís de l'oficialitat mitjana a la qual ell pertanyia. Després de l'intent de cop d'estat abandonà voluntàriament l'exèrcit per dedicar-se a l'ensenyament de la història a la Universitat de Barcelona, d'on fou docent fins a la jubilació el curs 2006-2007 i també col·laborà amb diverses universitats nord-americanes. Fou un autor prolífic: va escriure més de cinquanta llibres i multitud d'articles en mitjans de comunicació. El 2008 impartí una conferència a l'Institut d'Estudis Catalans sobre El català a l'Exèrcit.
Al final de la seva vida, fou entrevistat i participà a diversos programes de televisió com Buenafuente i a diversos debats i documentals de TVC.

## Obra
En català
- Capítol Els Mossos d'Esquadra durant els anys del franquisme al llibre Els Mossos d'Esquadra (L'Avenç, 1981)[11]
- Crònica dels militars catalans (L'esfera dels Llibres, 2006)[12]

En castellà
- Historia del Ejército (1981)
- El poder militar en España hasta la guerra civil (1982)
- Weyler, nuestro hombre en La Habana (coautor, 1998)
- El problema militar en España (1990)
- Franco y sus generales (2001)
- El gigante descalzo (2003)
- Alfonso XIII (coautor) (2003)
- Franco no estudió en West Point (novel·la, 2003)
- Aunque me tiren el puente (coautor, 2004)
- Los Milans del Bosch, una familia de armas tomar (2005)
- La guerra civil (2005)
- Historia militar d'una guerra civil (2006)
- La República y la guerra civil (coautor, 2006)
- A golpes de sable (2008)
- El poder militar en el franquismo (2008)
- Los años del NODO (coautor, 2008)
- Los Gasset (2009)
- La invasión de las suecas (coautor, 2009)
- Cuando nos reíamos de miedo (2010)